# Націонал-соціалістичні пісні
Націонал-соціалістичні пісні — пісні та марші, створені НСРПН. У повоєнній Німеччині виконання деяких із цих пісень заборонено законом. Німецький Кримінальний кодекс (Strafgesetzbuch) у розділі § 86a забороняє «використання символів неконституційних організацій» поза контекстом «мистецтва чи науки, досліджень чи викладання». Закон не називає окремі символи, що забороняються, офіційного вичерпного списку немає, однак, як показує практика, в основному використовується для заборони нацистських, комуністичних та ісламських екстремістських символів. Закон був прийнятий під час «Холодної війни» і особливо вплинув на Комуністичну партію Німеччини, яка була заборонена в 1956 р. Закон забороняє розповсюдження або публічне використання символів антиконституційних груп — зокрема, прапорів, знаків відмінності, форми, гасел та форм привітання, зокрема виконання пісень, санкція за це передбачає до 3 років позбавлення волі.
Часто плутають пісні, які були створені НСРПН та старі патріотичні німецькі пісні, що, набувши популярності під час правління нацистів, стали згодом асоціюватися саме з їхнім режимом. Однією з таких пісень є пісня Німеччини (нім. Deutschlandlied), яка була створена 1841 року. Вона стала гімном Веймарської республіки у 1922 році, але в 1930-ті роки нацисти стали виконувати лише перший куплет разом із піснею Горста Весселя (нім. «Horst-Wessel-Lied»).

## ПісніСА
До 1933 року багато пісень СА базувалися на народних піснях та музиці. Але були випадки, коли мелодії бойових пісень СА були взяті у союзу червоних фронтовиків, в той час, як Рот Фронт брав за основу своїх мелодій російські марші. Прикладом цього є нацистська пісня «Brüder in Zechen und Gruben», яка копіює мелодію комуністичної пісні «Brüder, zur Sonne, zur Freiheit», що опиралась на мелодію російського маршу «Смело, товарищи, в ногу», який написав Леонід Радін у 1895 році.

### Пісня Горста Весселя
Пісня Горста Весселя або «Угору стяг» (нім. «Die Fahne hoch») була офіційним гімном НСРПН. Її частково написав Горст Вессель, член НСРПН та один із лідерів СА, якого вбив член КПН. Після його смерті, нацисти перетворили Весселя на героя, а його пісні набули популярності.
Виконання мелодії не в навчальних цілях, а також сам текст пісні заборонено в Німеччині (§ 86а Кримінального кодексу Німеччини) та Австрії (Закон про заборону 1947 року).

### Бойова пісня націонал-соціалістів
Бойова пісня націонал-соціалістів (нім. Kampflied der Nationalsozialisten) — ранній гімн націонал-соціалістів. Текст створив Клео Плеєр, а мелодія написана за мотивами німецької народної пісні «Stimmt an Mit Hellem Hohen klang» 1811 року. Пізніше до пісні додали строфи «Das Berliner Jungarbeiterlied» разом із мелодією офіційного гімну Військово-повітряних сил СРСР.
| Строфа | Текст оригіналу: |
| ------ | --- |
| 1      | Wir sind das Heer vom Hakenkreuz, Hebt hoch die roten Fahnen! Der deutschen Arbeit wollen wir, Den Weg zur Freiheit bahnen!                                                  |
| 2      | Herbei zum Kampf, ihr Knechte der Maschinen! Nun Front gemacht der Sklavenkolonie. Hört ihr denn nicht die Stimme des Gewissens, den Sturm, der euch es in die Ohren schrie? |
| 3      | Und höher und höher und höher wir steigen trotz Haß und Verbot. Und jeder SA Mann ruft mutig: Heil Hitler! Wir stürzen den jüdischen Thron!                                  |

### «Товариші, нехай звучить»
«Товариші, нехай звучить» (нім. «Kameraden Laßt Erschallen») є аранжуванням СА пісні кайзерівських мисливців (нім. Kaiserjägerlied) 1914 року. Автором тексту був Горст Вессель. Перший запис цієї пісні був випущений в 1930-ті роки компанією Electrola.

### «Гітлернаціонал»
Нацисти відкрито використовували пісні та мелодії, які раніше повністю асоціювались із соціалістами та комуністами, прагнучи привабити робітничий клас. Особливу увагу вони звертали на «Інтернаціонал». В 1930 вже існувала націонал-соціалістична версія «Інтернаціоналу», яку називали «Гітлернаціонал».
| Строфа | Текст оригіналу | Переклад українською |
| ------ | --- | --- |
| 1      | Auf, Hitlerleute, schließt die Reihen, Zum Rassenkampf sind wir bereit. Mit unserem Blut wollen wir das Banner weihen, Zum Zeichen einer neuen Zeit.                                       | Повстаньте, гітлерівці, змикайте ряди, Ми готові до расової боротьби. Своєю кров'ю ми освячуєм стяги, Як символи нової ери.                                                  |
| 2      | Auf rotem Grund im weißen Felde, Weht unser schwarzes Hakenkreuz. Schon jubeln Siegesignale, Schon bricht der Morgen hell herein. Der nationale Sozialismus Wird Deutschlands Zukunft sein | На своєму червоно-білому тлі, Сяє наша чорна свастика яскраво. Звуки перемоги лунають повсюди, Коли пробивається ранкове світло. Націонал-соціалізм — Це майбутнє Німеччини. |

### «Гітлерівці»
Пісня «Гітлерівці» та гімн італійської Національної фашистської партії мала однаковий мотив.
| Стофа   | Текст оригіналу |
| ------- | --- |
| 1       | In dem Kampfe um die Heimat starben viele Hitlerleute. Aber keiner denkt ans Klagen, jeder will es mutig wagen. Ringen woll'n wir um die Stunde, die uns Brot und Freiheit bringt, Freiheit bringt Reiht euch ein, es gelingt. Laut und drohend schon der Ruf zum Himmel dringt. |
| Приспів | Hitlerleute, Hitlerleute, es klirrt die Sklavenkette heute noch im Land. Es kommt der Tag, da sie zerbricht, feige Knechte sind wir nicht! |
| 2       | Von der geistigen Verführung unsre Brüder zu befreien, von dem Wahnsinn des Marxismus durch den deutschen Sozialismus! Eine Heimat zu erringen, die die deutschen einst befreit, einst befreit. Vorwärts, frisch in den Streit! Adolf Hitler findet uns zum Kampf bereit.        |
| Приспів | |
| 3       | Eine blutigrote Fahne mit dem schwarzen Hakenkreuze, aus der Not der Zeit geboren, als uns alles ging verloren, flattert uns voran im Kampfe. Schliess dich an, denn sie ist rein, ganz allein. Her zu uns, reih dich ein! Siegen heisst es oder ewig Sklave sein!               |
| Приспів | |

## «Німеччино, прокинься!»
Пісня «Німеччино, прокинься!» (нім. «Deutschland Erwache»), також відома, як «Слава тобі, Гітлере!» (нім. «Heil Hitler Dir») або Саксонський марш НСРПН (нім. Sachsenmarsch der NSDAP) була написана націонал-соціалістом із Дрездена, Бруно Шестаком. Виконали цю пісню під час святкування 48-го дня народження Адольфа Гітлера, 20 квітня 1937 року.
| Стофа | Текст оригіналу | Переклад українською |
| ----- | --- | --- |
| 1     | Deutschland, erwache aus deinem bösen Traum! Gib fremden Juden in deinem Reich nicht Raum! Wir wollen kämpfen für dein Auferstehn, Arisches Blut soll nicht untergehn! | Німеччино, вставай зі сну свого страшного, Не дай жидам чужим ні клаптика землі, Ми будемо боротись за наше виживання, Щоб кров арійська не перевелась!          |
| 2     | All diese Heuchler, wir werfen sie hinaus, Juda, entweiche aus unserm deutschen Haus! Ist erst die Scholle gesäubert und rein, Werden wir einig und glücklich sein!    | Цих всіх лицемірів ми викинем звідси, Жид, забирайся з німецького нашого дому, І, спершу, як стане Вітчизна і прибрана, й чиста Ми станем єдині й щасливі разом! |
| 3     | Wir sind die Kämpfer der N.S.D.A.P.: Treudeutsch im Herzen, im Kampfe fest und zäh. Dem Hakenkreuze ergeben sind wir. Heil unserm Führer, Heil Hitler dir!             | Ми є бійцями НСДАП, Німці в серцях, міцні й жорсткі в боях, Свастиці віддані ми воєдино, Нашому фюреру слава, Гітлере, слава тобі!                               |

## «Чортова пісня»
«Крокує СС по ворожій землі» (нім. «SS Marschiert in Feindesland»), також відома, як «Диявольська пісня» (нім. «Teufelslied») була маршовою піснею Ваффен-СС у часи Другої світової війни. Мелодія була частково запозичена у «Пісні легіону Кондор» (нім. «Lied der Legion Condor»), яку написали двоє пілотів-оберлейтенантів цього ж легіону. Багато дивізій СС також взяли за основу своїх маршів саме мелодію легіону Кондор.
У 2013 році прессекретаря «АПС» було звільнено за поширення тексту цієї пісні на своїй сторінці у Фейсбуці.
| Строфа  | Текст оригіналу: | Переклад українською (дослівний): | Переклад українською (поетичний): |
| ------- | --- | --- | --- |
| 1       | SS marschiert in Feindesland und singt ein Teufelslied Ein Schütze steht am Wolgastrand und leise summt er mit Wir pfeifen auf Unten und Oben, und uns kann die ganze Welt Verfluchen oder auch loben, grad wie es jedem gefällt                                           | Крокує СС по ворожій землі, співаючи чортову пісню, На березі Волги чатує стрілець, підтягує втомлено ритм, Наш свист чути в Пеклі і в Раю, і світ весь хай хвалить нас чи проклинає, Байдуже нам, хай роблять, що хочуть вони                                           | СС іде, карбує ритм по землях ворогів Стрілець вартує Волги плин, наспівує рядків, І чхали на Пекло чи Рай ми, нехай нас хоч цілий світ Кляне чи нам гімни співає, ми твердо маршуєм вперед   |
| Приспів | Wo wir sind, da geht's immer vorwärts, und der Teufel, der lacht nur dazu: Ha, ha, ha, ha. Wir kämpfen für Deutschland, wir kämpfen für Hitler Der Rote kommt niemals zur Ruh'                                                                                             | Де крокуємо ми — там із нами прогрес, і з цього Диявол сміється: Ха ха ха ха Ми боремось за Німеччину, ми боремось за Гітлера, І ніколи не дамо комуністам спокою! | Ми зміни на плечах несемо Під Люцифера чортовий сміх Ха-ха-ха-ха Ми кров за Вітчизну й Провідника ллємо І втопимо в ній ворогів                                                               |
| 2       | Wir kämpften schon in mancher Schlacht in Nord, Süd, Ost und West Und stehen nun zum Kampf bereit gegen die rote Pest SS wird nicht ruh'n, wir vernichten, bis niemand mehr stört Deutschlands Glück Und wenn sich die Reihen auch lichten, für uns gibt es nie ein zurück | В численних битвах ми бились уже, на Півночі, Півдні, і Заході, Сході Й тепер стоїмо, готові бороти червону чуму, СС ніколи не спиниться, ми знищуємо, щоб ніхто не тривожив німецького щастя, І навіть, якщо вже наші ряди порідіють, шляху для нас більше немає назад. | В боях пройшли ми цілий світ, із Заходу на Схід І стоїмо тепер рвучкі супроти москалів Не спинимось нищити доти, як Вітчизні вбезпечим гаразд Багато нас впаде у бою, та шляху нема вже назад |
| Приспів | | | |

| Строфа  | Текст оригіналу | Переклад українською: |
| ------- | --- | --- |
| 1       | Wir zogen übers weite Meer ins fremde Spanierland, zu kämpfen für der Freiheit Ehr weil Haß und Krieg entbrannt. Hier herrschten Marxisten und Roten, der Pöbel der hatte die Macht. Da hat, als der Ordnung Boten, der Deutsche Hilfe gebracht. | Безмежне море ми подолали заради чужої Іспанії, щоб за свободу честі боротись, як війна та ненависть горять. Тут заправляли марксисти й червоні, І натовп до влади дорвався, Й сюди, як провісники порядку, німецька підмога прибула |
| Приспів | Wir jagten sie wie eine Herde und der Teufel, der lachte dazu, Ha, ha ha ha ha, die Roten in spanischer Luft und zur Erde, wie ließen sie nirgends in Ruh.                                                                                       | Ми полюєм на них, як на стадо І диявол із цього сміється Ха ха ха ха Червоним ніколи в іспанській землі, ні в повітрі Спокою ми не дамо!                                                                                             |
| 2       | Hat auch der Tod mit harter Hand die Besten oft gefällt – wir hielten aus, der Wall stand fest, die rote Flut zerschellt. Und ziehen die Legionäre als Sieger ins deutsche Land, dann schreiten mit unsere Toten, wir heben zum Gruße die Hand.  | І смерть також долонею важкою найкращих полюбляє забирать, ми витримали — і міцно, як стіна, Червоний флот розбили. Вертаються легіонери з побідою в землі німецькі, З полеглими разом крокуючи, Здіймають руку в вітанні!           |
| Приспів | | |

## «Тремтять гнилі кістки»
Пісня «Тремтять гнилі кістки» (нім. «Es zittern die morschen Knochen») Ганса Баумана була офіційним гімном Гітлер'югенда.
| Строфа  | Текст оригіналу |
| ------- | --- |
| 1       | Es zittern die morschen Knochen Der Welt vor dem roten Krieg, Wir haben den Schrecken gebrochen, Für uns war's ein großer Sieg.        |
| Приспів | Wir werden weiter marschieren Wenn alles in Scherben fällt, Denn heute da hört uns Deutschland Und morgen die ganze Welt.              |
| 2       | Und liegt vom Kampfe in Trümmern Die ganze Welt zuhauf, Das soll uns den Teufel kümmern, Wir bauen sie wieder auf.                     |
| Приспів | |
| 3       | Und mögen die Alten auch schelten, So laßt sie nur toben und schrei'n, Und stemmen sich gegen uns Welten, Wir werden doch Sieger sein. |
| Приспів | |
| 4       | Sie wollen das Lied nicht begreifen, Sie denken an Knechtschaft und Krieg Derweil unsre Äcker reifen, Du Fahne der Freiheit, flieg!    |
| 5       | Wir werden weiter marschieren, Wenn alles in Scherben fällt; Die Freiheit stand auf in Deutschland Und morgen gehört ihr die Welt.     |

## «Вперед, вперед!»
«Вперед, вперед! Гриміть яскравими фанфарами» (нім. Vorwärts! Vorwärts! Schmettern die hellen Fanfaren) була маршовою піснею Гітлер'югенда. Текст пісні, опублікований 1933 року, належить Бальдуру фон Шираху, а мелодія — Гансу-Отто Боргману.
Вперше пісня була виконана у фільмі «Квекс із Гітлер'югенда» 1933 року.
| Vorwärts! Vorwärts! Schmettern die hellen Fanfaren, Vorwärts! Vorwärts! Jugend kennt keine Gefahren. Deutschland, du wirst leuchtend stehn Mögen wir auch untergehn. Vorwärts! Vorwärts! Schmettern die hellen Fanfaren, Vorwärts! Vorwärts! Jugend kennt keine Gefahren. Ist das Ziel auch noch so hoch, Jugend zwingt es doch. Приспів: Uns're Fahne flattert uns voran. In die Zukunft ziehen wir Mann für Mann Wir marschieren für Hitler Durch Nacht und durch Not Mit der Fahne der Jugend Für Freiheit und Brot. Uns're Fahne flattert uns voran, Uns're Fahne ist die neue Zeit. Und die Fahne führt uns in die Ewigkeit! Ja die Fahne ist mehr als der Tod! |

## «Пісня танкістів»
Пісня танкістів (нім. Panzerlied) — військова маршова пісня Панцерваффе, створена 1933 року. НСМК створив власну версію цієї пісні — пісня панцерників (нім. Panzerwagenlied). 2017 року, в ході денацифікації, Бундесверу було заборонено видавати пісенники, що містять пісню панцерників та деякі інші маршові пісні.
| Строфа | Оригінал: |
| ------ | --- |
| 1      | Ob's stürmt oder schneit, Ob die Sonne uns lacht, Der Tag glühend heiß Oder eiskalt die Nacht, Verstaubt sind die Gesichter, Doch froh ist unser Sinn, Ja unser Sinn. Es braust unser Panzer Im Sturmwind dahin. |
| 2      | Mit donnernden Motoren, Geschwind wie der Blitz, Dem Feinde entgegen, Im Panzer geschützt. Voraus den Kameraden, Im Kampf steh'n wir allein, Steh'n wir allein, So stoßen wir tief In die feindlichen Reihn.     |
| 3      | Wenn vor uns ein feindliches Heer dann erscheint, Wird Vollgas gegeben Und ran an den Feind! Was gilt denn unser Leben Für unsres Reiches Heer? Ja Reiches Heer Für Deutschland zu sterben Ist uns höchste Ehr.  |
| 4      | Mit Sperren und Minen Hält der Gegner uns auf, Wir lachen darüber Und fahren nicht drauf. Und droh'n vor uns Geschütze, Versteckt im gelben Sand, Im gelben Sand, Wir suchen uns Wege, Die keiner sonst fand.    |
| 5      | Und läßt uns im Stich Einst das treulose Glück, Und kehren wir nicht mehr Zur Heimat zurück, Trifft uns die Todeskugel, Ruft uns das Schicksal ab, Ja Schicksal ab, Dann wird uns der Panzer Ein ehernes Grab.   |

## «Благодатний вогонь»
Пісню «Благодатний вогонь» (нім. Heiliges Feuer) написав Вільгельм Декер, а повну версію представив Гермс Ніль. Вперше пісня була використана у фільмі «Тріумф волі» 1935 року.

## «Слава Німеччині»
«Слава Німеччині» (нім. «Heil Deutschland»), або «Ти, Німеччино, країно вірності» (нім. «Deutschland, du Land der Treue») — пісня Франца Баумана 1934 року.

## «Зіг Хайль Вікторія»

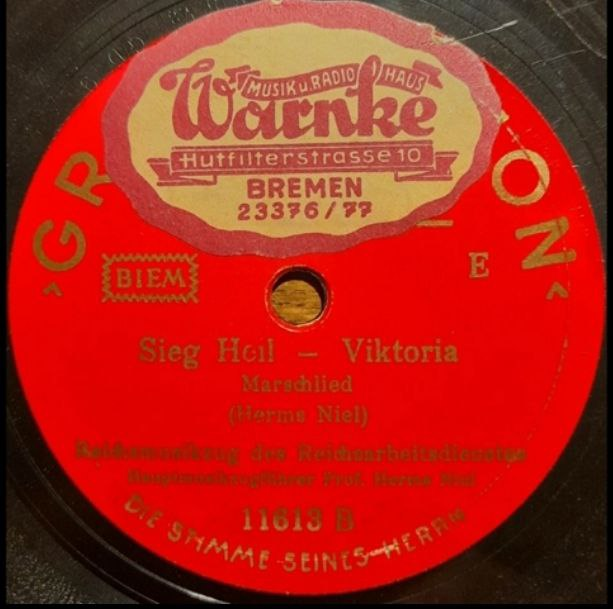
Платівка з піснею Sieg Heil Viktoria

«Зіг Хайль Вікторія» (нім. «Sieg Heil Viktoria») — маршова пісня СС, яку написав Гермс Ніль у 1941 році.
| Строфа  | Слова:                                                                                               |
| ------- | --- |
| 1       | Ade, mein liebes Schätzelein, Ade, ade, ade, Es muß, es muß geschieden sein Ade, ade, ade,           |
| Приспів | Es geht um Deutschlands Gloria, Gloria, Gloria, Sieg Heil! Sieg Heil! Viktoria! Sieg Heil! Viktoria! |
| 2       | Visier und Ziel sind eingestellt Ade, ade, ade, Auf Stalin, Churchill, Roosevelt, Ade, ade, ade,     |
| Приспів | |
| 3       | Wir ruhen und wir rasten nicht Ade, ade, ade, Bis daß die Satansbrut zerbricht, Ade, ade, ade,       |
| Приспів | |
| 4       | Reich mir die Hand zum Scheidegruß Ade, ade, ade, Und deinen Mund zum Abschiedskuß Ade, ade, ade,    |
| Приспів | |

## «Volk ans Gewehr!»
Volk ans Gewehr! («Зброю до рук») був приспівом дуже популярної нацистської пісні 1931 року «Siehst du im Osten das Morgenrot» (Чи досвіт на сході зрієш ти?). Пісню написав Арно Пардун, який присвятив її Йозефу Геббельсу.  